# Chloriona arakawai
Chloriona arakawai är en insektsart som beskrevs av Matsumura 1935. Chloriona arakawai ingår i släktet Chloriona och familjen sporrstritar. Inga underarter finns listade i Catalogue of Life.